# Municipio de Prairie Island
El municipio de Prairie Island (en inglés: Prairie Island Township) es un municipio ubicado en el condado de Merrick en el estado estadounidense de Nebraska. En el año 2010 tenía una población de 85 habitantes y una densidad poblacional de 2,44 personas por km².

## Geografía
El municipio de Prairie Island se encuentra ubicado en las coordenadas 41°7′48″N 97°53′31″O / 41.13000, -97.89194. Según la Oficina del Censo de los Estados Unidos, el municipio tiene una superficie total de 34.83 km², de la cual 30,98 km² corresponden a tierra firme y (11,04 %) 3,85 km² es agua.

## Demografía
Según el censo de 2010, había 85 personas residiendo en el municipio de Prairie Island. La densidad de población era de 2,44 hab./km². De los 85 habitantes, el municipio de Prairie Island estaba compuesto por el 100 % blancos. Del total de la población el 0 % eran hispanos o latinos de cualquier raza.